# Крайняя Балаклейка
Крайняя Балаклейка (укр. Крайня Балаклійка) — река в Чугуевском и Балаклейском районах Харьковской области Украины, правый приток Балаклейки (бассейн Северского Донца). Длина реки 34 км, площадь бассейна 291 км². Долина широкая (2,5—3 км), с пологими склонами. Русло умеренно извилистое, шириной в среднем 5 м, глубиной более 1 м. Уклон реки 1,1 м/км. Пойма в среднем течении местами заболоченная. Летом мелеет. Сооружено несколько прудов. Левый приток — Волчий Яр.

## Расположение
Река берёт начало севернее села Мосьпаново. Течёт преимущественно на юг, перед устьем — на юго-восток. Впадает в Балаклейку между селом Вербовка и городом Балаклея.